# 乌克拉
乌克拉（Ukhra），是印度西孟加拉邦Barddhaman县的一个城镇。总人口19868（2001年）。

## 人口
该地2001年总人口19868人，其中男性10529人，女性9339人；0—6岁人口2137人，其中男1080人，女1057人；识字率68.99%，其中男性为76.43%，女性为60.60%。